# Apterostigma pilosum
Apterostigma pilosum é uma espécie de inseto do gênero Apterostigma, pertencente à família Formicidae.